# Anthops ornatus
Anthops ornatus је врста сисара из реда слепих мишева (Chiroptera) и породице Hipposideridae. 

## Распрострањење
Ареал врсте је ограничен на мањи број држава. Присутна је у Папуи Новој Гвинеји и Соломоновим острвима.

## Станиште
Станиште врсте су шуме. Врста је присутна на подручју острва Нова Гвинеја. 

## Угроженост
Подаци о распрострањености ове врсте су недовољни.